# 배순훈
배순훈(裵洵勳, 1943년 4월 30일 ~ )은 대한민국 S&T 중공업 회장을 맡고 있는 기업인이다.  
기계공학을 전공하고 대우전자 등 대우그룹 계열사에서 경영자로 활동했다. 김대중 정부에서 정보통신부 장관을 역임하고, 한국과학기술원 교수와 서울부총장을 지냈다.

## 생애
경기도 경성부 출생으로 경기고등학교와 서울대학교 기계공학과를 졸업하고 미국 매사추세츠 공과대학교 대학원에서 공학박사 학위를 받았으며, 귀국 후 과학기술원의 조교수와 부교수로 활동했다. 이후 대우전자의 사장과 회장, 대우엔지니어링 부사장, 대우조선 부사장 등 대우그룹 계열사에서 경영진으로 근무했다. 
김대중 정부 시절 정보통신부(현 과학기술정보통신부) 장관으로 재직, 노무현 정부 시절에는 대통령자문 정책기획위원회에서 산업노동위원을 지냈다. 후에 한국과학기술원 교수와 부총장 겸 경영대학원장을 지냈고, 2009년부터 2011년까지 국립현대미술관의 관장을 역임했다.
취미는 골프와 등산, 독서이며, 1990년대 초반 대우전자 사장으로 재직할 당시 탤런트 유인촌과 함께 ‘탱크 주의’ 및 국내 광고 사상 최초로, 석박사급 출신의 고등 기술 연구원 300여명이 대거 출연한 기업 PR인 '탱크 박사들'이라는 제목의 자사 광고에 직접 출연한 바가 있어 '탱크 주의가 바로 핵심 기술입니다'라는 슬로건 등 기업 이미지 제고를 위한 슬로건으로 유명하다. 또한 우리나라에 온돌보일러를 처음 적용케한 장본인이기도 하다.

## 학력
- 경기고등학교
- 서울대학교 기계공학과 학사
- 매사추세츠 공과대학교 대학원 공학 박사

## 경력
- 1972년 ~ 1974년 : 한국과학기술원 기계공학과 조교수
- 1974년 ~ 1976년 : 한국과학기술원 기계공학과 부교수
- 1977년 ~ 1979년 : 대우엔지니어링 부사장
- 1979년 ~ 1980년 : 대우조선 부사장
- 1980년 ~ 1982년 : 상공부 정책자문위원회 위원
- 1982년 ~ 1983년 : 대우전자 대표이사 사장
- 1985년 ~ 1990년 : 대우자동차부품 대표이사 사장
- 1991년 ~ 1995년 : 대우전자 대표이사 사장
- 1993년 ~ 1997년 : 한국영상기기연구조합 이사장
- 1995년 ~ 1997년 : 대우전자 대표이사 회장
- 1998년 : 제4대 정보통신부 장관
- 2000년 ~ 2002년 : 리눅스원 회장
- 2000년 : 미래온라인 대표이사 회장
- 2003년 ~ 2004년 : 대통령자문 정책기획위원회 국가발전전략분과 산업노동위원
- 2006년 ~ 2009년 : 한국과학기술원 서울부총장 겸 경영대학원장
- 2009년 ~ 2011년 : 국립현대미술관 관장
- 2013년 ~ : S&T 중공업 회장[1]
- 국립현대미술관진흥재단 이사
- 글로벌경영협회장
- 2019년 8월 ~ 2023년 8월 : 학교법인 한림대학교 이사

## 수상 경력
- 철탑산업훈장(1988년)
- 대한민국과학기술상, 동탑산업훈장(1989년)
- 한국능률협회 기술교육상(1992년)
- 프랑스 레종도뇌르 훈장, 대한민국 경영인상(1993년)
- 보람의 일터 대상(1994년)
- 한국능률협회 한국의 경영자상(1994년)
- 아시아 전자산업을 이끌어온 10대 전자인 기념패(1995년)
- 제29회 조세의 날 동탑산업훈장(1995년)
- 서울대학교 2004 자랑스런 공대동문상(2004년)
- 제8회 인물대상 정보통신대상(2010년)